# Unieuro Trevigiani-Hemus 1896
L'equip Unieuro Trevigiani-Hemus 1896 és un equip ciclista búlgar, d'origen italià, de categoria Continental.
L'equip té l'origen en el club ciclista UC Trevigiani, creat el 1913 a Treviso. Al llarg de la seva història s'hi han format en bon nombre de ciclistes que han arribat a categories professionals, entre els quals destaquen noms com Adolfo Grosso, Pietro Zoppas, Vendramino Bariviera, Guido De Rosso, i més recentment Francesco Chicchi, Enrico Franzoi, Roberto Sgambelluri, Mattia Cattaneo, Franco Pellizotti, Alessandro Ballan, Giacomo Nizzolo o Marco Coledan.
El 2014 l'equip va adquirir llicència de l'UCI, anomenant-se MG Kvis-Trevigiani, per canviar el nom l'any següent.
El 2017 l'equip passà a tenir llicència de Bulgària.

## Principals resultats
- Trofeu Banca Popolare di Vicenza: Marco Vivian (2005), Manuel Belletti (2007), Michele Scartezzini (2013)
- Coppa Colli Briantei Internazionale: Harald Starzengruber (2005)
- Trofeu Edil C: Massimo Graziato (2010)
- Gran Premi de la Indústria del marbre: Tomas Alberio (2010)
- Tour de Rio: Tomas Alberio (2010)
- Trofeu de la ciutat de Brescia: Manuele Boaro (2010)
- Trofeu Ciutat de San Vendemiano: Michele Gazzara (2011), Enrico Barbin (2012)
- Girobio: Mattia Cattaneo (2011)
- Gran Premi de Poggiana: Mattia Cattaneo (2011), Stefano Nardelli (2015)
- Gran Premi Capodarco: Mattia Cattaneo (2011), Matteo Busato (2013)
- Giro del Belvedere: Daniele Dall'Oste (2012)
- Gran Premi della Liberazione: Enrico Barbin (2012), Lucas Gaday (2015)
- Trofeu Alcide Degasperi: Enrico Barbin (2012)
- Ruta d'Or: Mattia Cattaneo (2012), Nicolás Tivani (2017)
- Gran Premi San Giuseppe: Luca Chirico (2013)
- Kreiz Breizh Elites: Matteo Busato (2014)
- Ronda de l'Isard d'Arieja: Simone Petilli (2015)
- Tour de Berna: Enrico Salvador (2016)
- Volta a Eslovàquia: Mauro Finetto (2016)
- Trofeu Beato Bernardo: Enrico Salvador (2016)
- Volta a Bulgària: Marco Tecchio (2016)

### A les grans voltes
- Giro d'Itàlia
  - 0 participacions
- Tour de França
  - 0 participacions
- Volta a Espanya
  - 0 participacions

## Composició de l'equip
| \| Llista de l'equip 2016 \| Llista de l'equip 2016 \| Llista de l'equip 2016 \| Llista de l'equip 2016 \| \| Ciclista \| Data de naixement \| Equip previ \| \| \| ------------------------------------------------ \| ---------------------- \| ------------------------------------ \| ---------------------- \| \| Andrea Cacciotti \| 19 de novembre de 1996 \| \| \| \| Giovanni Carboni \| 31 de agost de 1995 \| Area Zero (2014) \| \| \| Ottavio Dotti \| 27 de juny de 1997 \| \| \| \| Mauro Finetto \| 10 de maig de 1985 \| Southeast (2015) \| \| \| Mattia Frapporti \| 2 de juliol de 1994 \| \| \| \| Alessandro Malaguti \| 22 de setembre de 1987 \| Nippo-Vini Fantini (2015) \| \| \| Matteo Malucelli \| 20 de octubre de 1993 \| Idea 2010 ASD (2015) \| \| \| Marco Molteni \| 10 de octubre de 1996 \| \| \| \| Giovanni Pedretti (1 de gen–15 de juny) \| 9 de maig de 1996 \| \| \| \| Davide Plebani \| 24 de juliol de 1996 \| \| \| \| Simone Ravanelli \| 4 de juliol de 1995 \| \| \| \| Enrico Salvador \| 30 de novembre de 1994 \| Zalf Euromobil Désirée Fior (2015) \| \| \| Marco Tecchio \| 31 de agost de 1994 \| \| \| \| Alex Turrin \| 3 de juny de 1992 \| \| \| \| Mattia Viel \| 22 de abril de 1995 \| Chambéry CF (2015) \| \| \| Alessandro Fedeli (1 de ago–31 de des, aprenent) \| 2 de març de 1996 \| General Store Bottoli Zardini (2016) \| \| \| Stefano Moro (1 de ago–31 de des, aprenent) \| 22 de juny de 1997 \| \| \| \| \| \| \| \| \| Fonts: ProCyclingStats Cycling Archives \| \| \| \| |                        |                                      |  |
| Llista de l'equip 2016 |                        |                                      |  |
| Ciclista | Data de naixement      | Equip previ                          |  |
| Andrea Cacciotti | 19 de novembre de 1996 |                                      |  |
| Giovanni Carboni | 31 de agost de 1995    | Area Zero (2014)                     |  |
| Ottavio Dotti | 27 de juny de 1997     |                                      |  |
| Mauro Finetto | 10 de maig de 1985     | Southeast (2015)                     |  |
| Mattia Frapporti | 2 de juliol de 1994    |                                      |  |
| Alessandro Malaguti | 22 de setembre de 1987 | Nippo-Vini Fantini (2015)            |  |
| Matteo Malucelli | 20 de octubre de 1993  | Idea 2010 ASD (2015)                 |  |
| Marco Molteni | 10 de octubre de 1996  |                                      |  |
| Giovanni Pedretti (1 de gen–15 de juny) | 9 de maig de 1996      |                                      |  |
| Davide Plebani | 24 de juliol de 1996   |                                      |  |
| Simone Ravanelli | 4 de juliol de 1995    |                                      |  |
| Enrico Salvador | 30 de novembre de 1994 | Zalf Euromobil Désirée Fior (2015)   |  |
| Marco Tecchio | 31 de agost de 1994    |                                      |  |
| Alex Turrin | 3 de juny de 1992      |                                      |  |
| Mattia Viel | 22 de abril de 1995    | Chambéry CF (2015)                   |  |
| Alessandro Fedeli (1 de ago–31 de des, aprenent) | 2 de març de 1996      | General Store Bottoli Zardini (2016) |  |
| Stefano Moro (1 de ago–31 de des, aprenent) | 22 de juny de 1997     |                                      |  |
| |                        |                                      |  |
| Fonts: ProCyclingStats Cycling Archives |                        |                                      |  |

| \| Llista de l'equip 2017 \| Llista de l'equip 2017 \| Llista de l'equip 2017 \| Llista de l'equip 2017 \| \| Ciclista \| Data de naixement \| Equip previ \| \| \| --------------------------------------- \| ---------------------- \| ---------------------------------------- \| ---------------------- \| \| João Almeida \| 5 de agost de 1998 \| \| \| \| Yordan Andreev \| 2 de novembre de 1994 \| \| \| \| Andrea Cacciotti \| 19 de novembre de 1996 \| \| \| \| Riccardo Cenghialta \| 7 de gener de 1997 \| \| \| \| Stanamir Cholakov \| 17 de desembre de 1991 \| \| \| \| Teodor Kolev \| 12 de setembre de 1998 \| \| \| \| Mihail Mihailov \| 19 de març de 1997 \| \| \| \| Kristian Mitev \| 28 de setembre de 1998 \| \| \| \| Marco Molteni \| 10 de octubre de 1996 \| \| \| \| Simone Ravanelli \| 4 de juliol de 1995 \| \| \| \| Vladimir Rusenov \| 24 de maig de 1995 \| \| \| \| Nicolás Tivani Pérez \| 31 de octubre de 1995 \| World Cycling Centre (2016) \| \| \| Sergio Vega \| 24 de desembre de 1995 \| Gomur-Liebana 2017-Ferroatlántica (2016) \| \| \| José Viejo \| 8 de desembre de 1997 \| \| \| \| Mattia Viel \| 22 de abril de 1995 \| Chambéry CF (2015) \| \| \| Abderrahim Zahiri \| 1 de gener de 1996 \| World Cycling Centre (2016) \| \| \| \| \| \| \| \| Fonts: ProCyclingStats Cycling Quotient \| \| \| \| |                        |                                          |  |
| Llista de l'equip 2017 |                        |                                          |  |
| Ciclista | Data de naixement      | Equip previ                              |  |
| João Almeida | 5 de agost de 1998     |                                          |  |
| Yordan Andreev | 2 de novembre de 1994  |                                          |  |
| Andrea Cacciotti | 19 de novembre de 1996 |                                          |  |
| Riccardo Cenghialta | 7 de gener de 1997     |                                          |  |
| Stanamir Cholakov | 17 de desembre de 1991 |                                          |  |
| Teodor Kolev | 12 de setembre de 1998 |                                          |  |
| Mihail Mihailov | 19 de març de 1997     |                                          |  |
| Kristian Mitev | 28 de setembre de 1998 |                                          |  |
| Marco Molteni | 10 de octubre de 1996  |                                          |  |
| Simone Ravanelli | 4 de juliol de 1995    |                                          |  |
| Vladimir Rusenov | 24 de maig de 1995     |                                          |  |
| Nicolás Tivani Pérez | 31 de octubre de 1995  | World Cycling Centre (2016)              |  |
| Sergio Vega | 24 de desembre de 1995 | Gomur-Liebana 2017-Ferroatlántica (2016) |  |
| José Viejo | 8 de desembre de 1997  |                                          |  |
| Mattia Viel | 22 de abril de 1995    | Chambéry CF (2015)                       |  |
| Abderrahim Zahiri | 1 de gener de 1996     | World Cycling Centre (2016)              |  |
| |                        |                                          |  |
| Fonts: ProCyclingStats Cycling Quotient |                        |                                          |  |

## Classificacions UCI

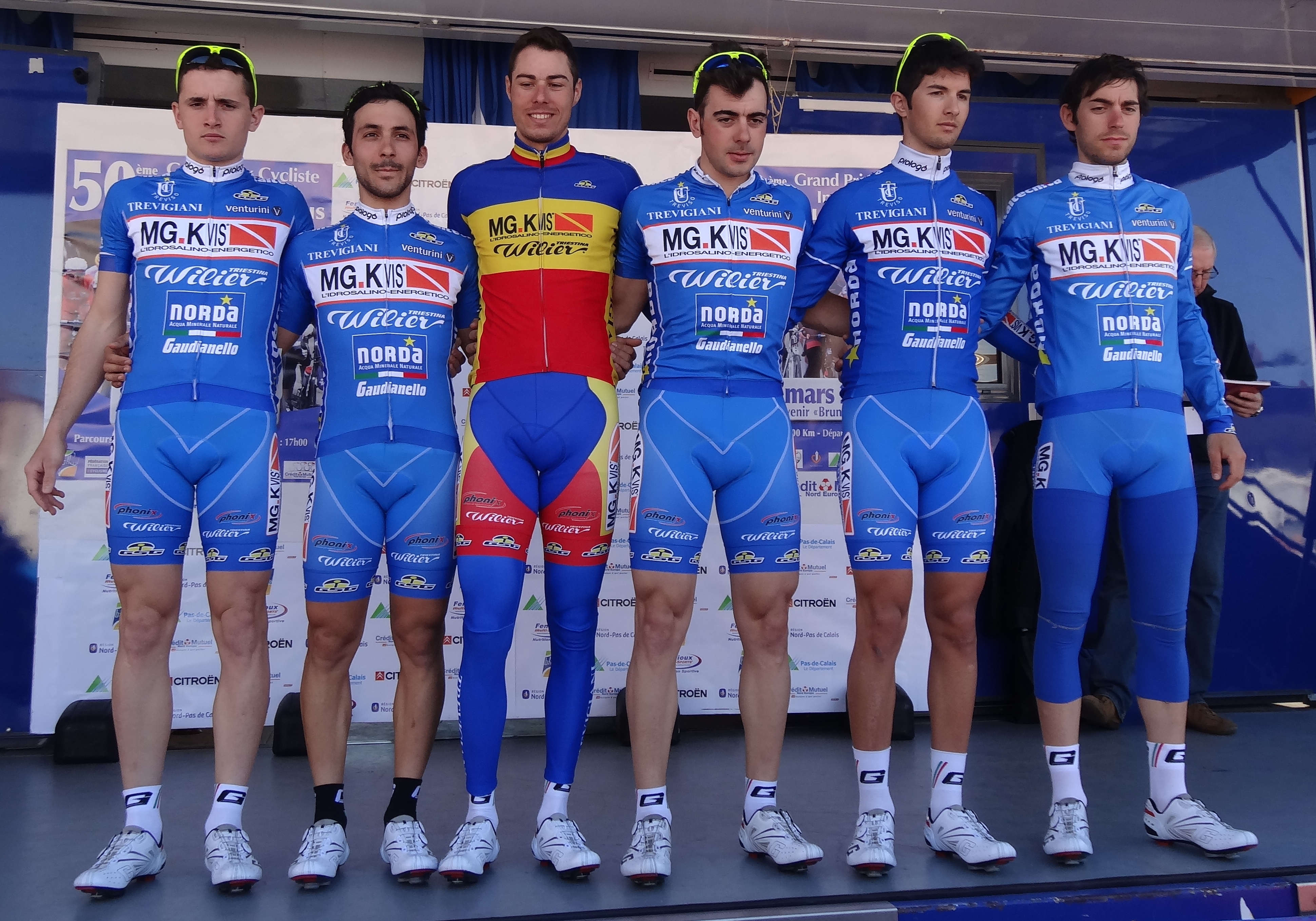
L'equip al 2014

L'equip participà en els Circuits continentals de ciclisme des del 2014. La següent classificació estableix la posició de l'equip en finalitzar la temporada.
UCI Àfrica Tour
| Temporada | Classificació per equips | Millor ciclista en la classificació individual |
| --------- | ------------------------ | ---------------------------------------------- |
| 2015      | 13è                      | Rino Gasparrini (139è)                         |
| 2016      | 10è                      | Alessandro Malaguti (91è)                      |
| 2017      | 21è                      | Abderrahim Zahiri (108è)                       |

UCI Amèrica Tour
| Temporada | Classificació per equips | Millor ciclista en la classificació individual |
| --------- | ------------------------ | ---------------------------------------------- |
| 2014      | 42è                      | Rino Gasparrini (210è)                         |
| 2015      | 26è                      | Lucas Gaday (63è)                              |
| 2017      | 16è                      | Nicolás Tivani (42è)                           |

UCI Àsia Tour
| Temporada | Classificació per equips | Millor ciclista en la classificació individual |
| --------- | ------------------------ | ---------------------------------------------- |
| 2015      | 59è                      | Marco Tecchio (152è)                           |
| 2016      | 35è                      | Mauro Finetto (92è)                            |

UCI Europa Tour
| Temporada | Classificació per equips | Millor ciclista en la classificació individual |
| --------- | ------------------------ | ---------------------------------------------- |
| 2014      | 25è                      | Christian Delle Stelle (65è)                   |
| 2015      | 30è                      | Simone Petilli (53è)                           |
| 2016      | 24è                      | Mauro Finetto (63è)                            |
| 2017      | 69è                      | Nicolás Tivani (389è)                          |